# Pinke (Schiffstyp)

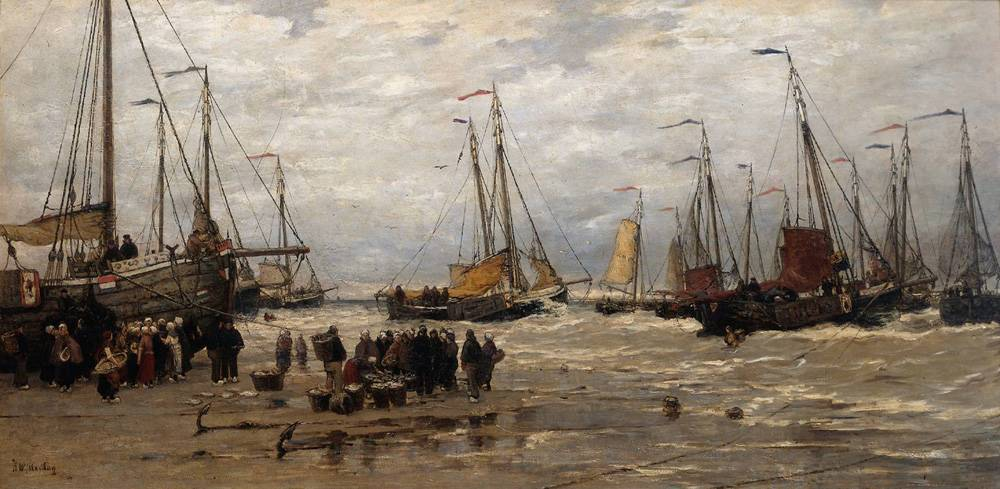
Hendrik Willem Mesdag: Pinken in der Brandung (1880)

Die Pinke, auch die Pink, ist ein Name für unterschiedliche Segelschiffstypen in der Ostsee, Nordsee und im Mittelmeer.
Die Bezeichnung Pinke taucht anfänglich im 15. Jahrhundert im westlichen Mittelmeer auf. Es kennzeichnet einen dreimastigen Küstensegler, der ähnlich einer Karavelle ist. Es unterscheidet sich durch das spitz nach vorn verlaufende Vorschiff, ähnlich einer Schebecke. Die Takelung kann wechseln. Es sind reine Lateiner-, reine Rah- und gemischte Takelungen bekannt. Bei letzterem trägt der Vormast ein Lateinersegel, die anderen Masten Rahsegel nach nordeuropäischem Vorbild.
Pinken werden ebenfalls Fahrzeuge bis ins 18. Jahrhundert der niederländischen Küstenfischer genannt. Diese wurden auf den Strand gezogen und hatten einen rahgetakelten Mast.
Pinken waren auch in der zweiten Hälfte des 18. Jahrhunderts vor allem in Danzig, Königsberg, Memel und Pillau gebaute Handelsschiffe mit drei rahgetakelten Masten und hauptsächlich in der Ostsee verbreitet. Der Boden dieser Fahrzeuge war flacher als der der Fregatten, aber schärfer als jener der Barken. Die Pinke hatte ein schmales, hohes Achterschiff und oft ein plattes Heck.